# Silene swertiifolia
Silene swertiifolia är en nejlikväxtart som beskrevs av Pierre Edmond Boissier. Silene swertiifolia ingår i släktet glimmar, och familjen nejlikväxter. Utöver nominatformen finns också underarten S. s. stenophylla.